# Всеамериканський: Повернення додому
«Всеамериканський: Повернення додому» (англ. All American: Homecoming) — американський спортивний драматичний телесеріал, створений Нкечі Окоро Керролл, прем’єра якого відбулася на The CW 21 лютого 2022 року. Це спін-офф Всеамериканський. 
В травні 2022 року телесеріал було продовжено на другий сезон. Прем'єра другого сезону відбулась 10 жовтня 2022 року. 13 червня 2023 року телесеріал було продовжено на третій сезон. Прем'єра третього сезону відбудеться 8 липня 2024 року. 5 червня 2024 року телесеріал було закрито після третього сезону.

## Сюжет
Сімона Гікс залишає свого хлопця Джордана в Лос-Анджелесі і навчається в Брінгстонському університеті, історично темношкірому коледжі в Атланті, штат Джорджія, де вона вирішує реалізувати свою мрію стати професійною тенісисткою. У школу також відвідує Деймон Сімс, однокурсник, який рухається по сцені коледжу, щоб реалізувати свою мрію зіграти в бейсбол для університету після того, як відмовився від драфту MLB, щоб продовжувати грати в бейсбол за Брінгстон під керівництвом свого тренера Маркуса Тернера. Також включена Амара Паттерсон, тітка Сімони, яка викладає журналістику в Брінгстоні.

## Актори та персонажі

### Головний склад
- Джеффрі Майя — Сімона Гікс.
- Пейтон Алекс Сміт –  Деймон Сімс, бейсбольний вундеркінд з національного рейтингу.
- Келлі Джеренретт – Амара Паттерсон, успішний журналіст який став професором журналістики та тітка Симони по материнській лінії.
- Корі Хардрікт – тренера Маркуса Тернера, жорсткий і грубий бейсбольний тренер, який грав у Брінгстонському університеті і був залучений до професійного м’яча, але отримав травму.
- Сильвестр Павелл — Джессі Реймонд-молодший, уродженець Атланти.
- Камілла Гайд у ролі Тея Мейс
- Мітчел Едвардс — Кем Уоткінс, футбольний ворог Спенсера Джеймса Креншоу, який зараз навчається в Брінгстоні.
- Нетта Волкер –  Кейша Маккал, неофіційний мер Брінгстонського університету; її батько є президентом університету.

### Другорядний склад
- Джон Маршалл Джонс – Леонарда Шоу
- Тамберл Перрі – Кіна Сімс, мати Деймона хоче, щоб її майбутній зірковий син повернувся на шлях після вибору Брінгстона.
- Леонард Робертс — президент Зік Аллен
- Ройл Айві Кінг –  Натаніель Хардін, небінарний друг Сімони та Кейші
- Дерек Рівера – Сантьяго Рейес
- Роберт Бейлі-молодший — Ральф Веллс

### Спеціально запрошена зірка
- Майкл Еванс Белінг — Джордан Бейкер
- Корі Гофф – грає саму себе

## Огляд сезонів
| Сезон | Сезон | Епізоди | Дата показу    | Дата показу     | Рейтинг Нільсона | Рейтинг Нільсона       |
| Сезон | Сезон | Епізоди | Прем'єра       | Фінал           | Ранк             | Глядачі США (мільйони) |
| ----- | ----- | ------- | -------------- | --------------- | ---------------- | ---------------------- |
|       | 1     | 13      | 21 лютого 2022 | 23 травня 2022  | В очікуванні     | В очікуванні           |
|       | 2     | 15      | 10 жовтня 2022 | 27 березня 2023 | В очікуванні     | В очікуванні           |
|       | 3     | 13      | 8 липня 2024   | 30 вересня 2024 | В очікуванні     | В очікуванні           |

## Виробництво

### Розробка
18 грудня 2020 року було оголошено, що у The CW знаходиться на ранній стадії розробки бекдор-пілота для спін-оффу персонажа Джеффрі Майї Симони Хікс, яка повторить її роль у новому телесеріалі. 1 лютого 2021 року The CW дав пілотне замовлення на спін-офф і назвав його Всеамериканський: Повернення додому 24 травня 2021 року серіал «Всеамериканський: Повернення додому» було замовлено перший сезон. Серіал створено Нкечі Окоро Керролл, як очікується, буде виконавчим продюсером разом із Грегом Берланті, Сарою Шехтер, Девідом Медденом та Роббі Роджерсом. Пілот за бекдором був написаний Керролл, а режисером — Майклом Шульцом. Продюсерськими компаніями, які беруть участь у серіалі, є Berlanti Productions і Warner Bros. Television. Пілот бекдору вийшов в ефір 5 липня 2021 року в рамках третього сезону Всеамериканський. Прем'єра серіалу відбулася 21 лютого 2022 року

### Кастинг
29 березня 2021 року повідомлялося, що на головні ролі були обрані Пейтон Алекс Сміт, Корі Хардрикт, Келлі Джеренретт, Сільверсер Пауелл, Нетта Вокер і Камілла Хайд. 16 грудня 2021 року було оголошено, що Мітчелл Едвардс, який знову з’являється у ролі  Кам Воткінса, збирається повторити свою роль у цьому серіалі. 28 січня 2022 року повідомлялося, що Тамберла Перрі приєдналася до акторського складу в повторюваній ролі.